# Exokrine Pankreasinsuffizienz
Als exokrine Pankreasinsuffizienz (kurz: EPI) oder Bauchspeicheldrüsenschwäche wird eine Erkrankung der Bauchspeicheldrüse bezeichnet, die mit einer ungenügenden Produktion von Verdauungsenzymen einhergeht. Die Folge ist eine ausgeprägte Verdauungsstörung mit Gewichtsverlust oder mangelnder Gewichtszunahme. Die Diagnose kann durch Bestimmung der Aktivität der Verdauungsenzyme im Stuhl gestellt werden. Zur Behandlung ist ein Ersatz mit der Nahrung möglich.

## Pathogenese
Verschiedene Ursachen können zur Ausbildung der Erkrankung beitragen. Im Kindesalter sind zwei monogene Erkrankungen, die Mukoviszidose und das Shwachman-Bodian-Diamond-Syndrom die häufigsten Ursachen für eine exokrine Pankreasinsuffizienz. Bei Erwachsenen steigt die Wahrscheinlichkeit für die Entwicklung einer exokrinen Pankreasinsuffizienz nach einer akuten Entzündung der Bauchspeicheldrüse (Pankreatitis) mit der Schwere der Entzündung und dem Ausmaß an Gewebsuntergang (Nekrose) an. Neben einer akuten oder chronischen Pankreatitis können Pankreaskopfresektion oder totale Pankreatektomie sowie genetische oder idiopathische Erkrankungen, die zur Zerstörung der in der Bauchspeicheldrüse liegenden Azinuszellen führen, Ursache für eine EPI sein. Ferner ist eine exokrine Pankreasinsuffizienz bei Diabetikern häufig. Auf Basis der mit fäkalen Elastase-1 erhobenen Studiendaten liegt die Prävalenz bei etwa 51 % (Typ-1-) respektive 32 % (Typ-2-Diabetes). Dadurch wird eine eingeschränkte Produktion der Enzyme bzw. Enzymvorläufer Trypsinogen, Chymotrypsinogen, Carboxypeptidase, α-Amylase und Pankreaslipase verursacht. Das Fehlen dieser Enzyme bedingt wiederum eine erhebliche Störung der Verdauung mit der Nahrung aufgenommener Nährstoffe (Maldigestion). Sekundär kommt es zu Veränderungen der Darmschleimhaut: Darmzotten atrophieren, es kommt zu lokalen Entzündungen und Veränderungen der Enzymaktivität innerhalb der Darmschleimhaut. Eine bakterielle Fehlbesiedlung (Dünndarmfehlbesiedlung) des Darmes kommt häufig erschwerend dazu.

## Klinische Symptome
Von der Erkrankung Betroffene zeigen einen chronischen Gewichtsverlust beziehungsweise bei Kindern eine mangelhafte Gewichtszunahme („Gedeihstörung“) trotz erhöhter Nahrungsaufnahme. Der Stuhlgang ist häufig sehr hell, übelriechend und voluminös („Fettstuhl“, Steatorrhoe), teilweise tritt Durchfall auf. Selten kommt es bei verminderter Aufnahme von Vitamin K zu erhöhter Blutungsneigung.

## Diagnose
Beim Menschen ist die zuverlässigste Methode zum Nachweis einer exokrinen Pankreasinsuffizienz der Sekretin-Pankreozymin-Test, der eine Genauigkeit von durchschnittlich 92 Prozent erreicht. Der aufwändige Sondentest wird in erster Linie in medizinischen Fachzentren und Kliniken durchgeführt. In der Regel wird die Konzentration des Bauchspeicheldrüseenzyms Elastase-1 im Stuhl gemessen, diese Methode ist derzeit als der nicht invasive „Goldstandard“ anerkannt. Eine andere Methode bietet die Messung von Chymotrypsin via Fluorescein-Dilaurat-Test im Stuhl. Auch eine Bestimmung der Fettausscheidung im Stuhlgang über 24 Stunden zeigt eine gestörte Fettverdauung an. Wegen geringer Sensitivität sollte diese Untersuchung dreimal wiederholt werden. Der Pankreolauryltest ist aufgrund mangelnder Sensitivität und Spezifität nicht mehr üblich.

## Behandlung
Zur Behandlung stehen für Menschen Verdauungsenzyme der Bauchspeicheldrüse als Medikamente mit dem Wirkstoff Pankreatin zur Einnahme mit den Mahlzeiten zur Verfügung. Darin sind die notwendigen Enzyme magensaftresistent überzogen verpackt, so dass sie erst im Dünndarm freigesetzt werden und zur Wirkung kommen. Im Weiteren sollte die Kost aus kohlenhydratreichen kleinen Mahlzeiten (5–7 pro Tag) bestehen. Gegebenenfalls sollten die fettlöslichen Vitamine A, D, E, und K substituiert werden.
Aufgrund der Herstellung aus Schweinepankreas ist die Behandlung mit Pankreatin insbesondere in der islamischen Welt umstritten. Als Alternative gibt es Amylase, Protease und Lipase, die aus pflanzlichen Quellen extrahiert werden. Grundlage stellen dabei die japanischen Reispilzkulturen Rhizopus oryzae und Aspergillus oryzae dar, aus deren Myzel hochgereinigte und hochwirksame Verdauungsenzyme gewonnen werden können. Ein magensaftresistenter Säureschutz ist bei den Rizoenzyme genannten Verdauungsenzymen aus Reispilzen nicht nötig, da diese von Natur aus säurestabil sind. Damit entfalten sie ihre Wirkung bereits im sauren Milieu des Magens.

## Veterinärmedizin

### Signalement und Symptome
Das Auftreten einer exokrinen Pankreasinsuffizienz ist für Hunde und Katzen beschrieben, tritt bei Hunden aber wesentlich häufiger auf als bei Katzen. Häufigste Grunderkrankung bei exokriner Pankreasinsuffizienz beim Hund ist die pankreatische Azinusatrophie (PAA), darüber hinaus kommen Pankreatitis und Tumoren (Neoplasien) als Ursache vor.
Unter den Hunderassen sind gehäuft der Deutsche Schäferhund und der Langhaarcollie betroffen; bei diesen Rassen ist sie durch PAA bedingt und stellt eine autosomal-rezessiv vererbte Erkrankung dar. Beim Deutschen Schäferhund tritt die EPI meist im jungen Erwachsenenalter auf, bei anderen Hunderassen und bei Katzen sind meist mittelalte bis ältere Tiere betroffen.
Die hauptsächlichen Symptome der EPI sind Gewichtsverlust bei erhöhtem Appetit und begleitet von fettreichem Durchfall (Steatorrhoe). Seltener kommt wässriger Durchfall, Erbrechen und Futterverweigerung vor, wobei letztere ein Hinweis auf weitere Erkrankungen sein kann.

### Diagnose
Der spezifischste Test zur Diagnose einer EPI ist diesen Tierarten der TLI-Test (Trypsin-like Immunoreactivity). Da hierbei die Abwehrreaktion des Körpers auf das gebildete Trypsin gemessen wird, sind die Werte beim Vorliegen der Erkrankung meist vermindert. Auch der zur Pankreatitisdiagnostik eingesetzte PLI-Test (Pancreatic Lipase Immunoreactivity) erscheint geeignet, ist dem TLI-Test bezüglich der Sensitivität jedoch unterlegen (eine Ausnahme hiervon bildet der seltene Sonderfall einer isolierten Defizienz der Aktivität der pankreatischen Lipase). Weiterhin verwendet wird die Bestimmung des Serum-Cobalamins, der Triglycerid-Provokationstest sowie quantitative Kotanalysen zur Bestimmung der Aktivität von Verdauungsenzymen. Diese drei Verfahren weisen jedoch eine geringere Sensitivität und Spezifität auf als der TLI-Test.

### Therapie und Prognose
Bei Tieren besteht die Therapie wie beim Menschen auch im oralen Ersatz von Verdauungsenzymen mittels Pankreatin oder Rizoenzymen. Daneben kann aber auch die Verfütterung von rohem Schweine- oder Rinderpankreas aus Schlachtabfällen eine wirksame Behandlung darstellen. Die Anpassung der Fütterung in Form einer hochverdaulichen Diät kann die medikamentöse Behandlung entscheidend unterstützen und helfen, die Enzymdosis zu reduzieren.